# Егоров, Валерий Павлович
Валерий Павлович Егоров (17 февраля 1927, поселок рудника имени Карла Либкнехта, теперь город Соледар Донецкой области — 30 мая 1971 погиб в автомобильной аварии) — советский деятель, инженер, директор Северодонецкого химического комбината Луганской области, Герой Социалистического Труда (1971).

## Биография
Родился в семье рабочего. Ребенком вместе с родителями переехал в город Лисичанск Ворошиловградской области, где в 1934 году пошел в школу. В 1941 году окончил семь классов Лисичанской средней школы № 2. В 1942 году с семьей был эвакуирован в город Киселевск Кемеровской области, где продолжал учиться в школе.
В 1944 году, после возвращения из эвакуации, поступил в Донецкий индустриальный институт (ныне — Донецкий национальный технический университет). В феврале 1946 года по болезни был вынужден оставить учебу. В сентябре 1946 года продолжил обучение в Рубежанском химико-технологическом институте, где окончил три курса механического факультета. В 1948 году Рубежанский институт был расформирован, в связи с чем Егоров в числе других студентов был направлен для продолжения обучения в Харьковский политехнический институт имени Ленина. Окончил институт в 1951 году по специальности «машины и оборудование химической промышленности».
После окончания института в 1951 году был назначен начальником смены в цехе компрессии Лисичанского химического комбината Ворошиловградской области, на котором проработал почти всю жизнь. В мае 1952 — феврале 1954 г. — механик цеха водного очищения, в феврале 1954 — январе 1955 г. — механик цеха синтеза аммиака, в январе — сентябре 1955 г. — старший механик производства спиртов Лисичанского химического комбината.
Член КПСС с 1954 года.
С сентября 1955 по декабрь 1957 года — в длительной командировке в Чехословакии (принимал участие в подборе оборудования для комбината).
После возвращения из заграничной командировки с января по июль 1958 года — начальник цеха синтеза метанола и изобутилена. В августе 1958 — июле 1961 г. — главный механик Лисичанского химического комбината. В июле 1961 — марте 1964 г. — заместитель главного инженера по механической службы Лисичанского химического комбината Луганской области.
В марте 1964 — январе 1966 г. — начальник Управления химической промышленности Донецкого Совета народного хозяйства (совнархоза).
В январе — июне 1966 г. — исполняющий обязанности главного инженера, в июне 1966 — сентябре 1968 г. — главный инженер Лисичанского (с июля 1966 года — Северодонецкого) химического комбината.
Неоднократно выезжал в зарубежные командировки для ознакомления с опытом работы химических производств (май — июнь 1966 года — во Францию для ознакомления с производством аммиака высокой производительности, в январе 1967 года  — в Румынию и Югославию для ознакомления с организацией производства на азотно-туковых заводах, в июле 1967 — в Федеративную Республику Германию). Разработал и внедрил более тридцати рациональных предложений с суммарным экономическим эффектом более 150 тысяч рублей.
10 сентября 1968 — 30 мая 1971 года — директор Северодонецкого химического комбината Луганской области.
Указом Президиум Верховного Совета СССР от 20 апреля 1971 года за выдающиеся успехи в выполнении заданий пятилетнего плана, внедрение передовых методов труда и достижение высоких технических и производственных показателей Егорову Валерию Павловичу присвоено звание Героя Социалистического Труда с вручением ордена Ленина и золотой медали «Серп и Молот». Избирался депутатом Северодонецкого городского совета депутатов трудящихся.
Погиб в автомобильной катастрофе.

## Награды
- Герой Социалистического Труда (20.04.1971)
- орден Ленина (20.04.1971)
- орден Трудового Красного Знамени (18.05.1966)
- медали
- «Отличник химической промышленности СССР» (1969)